# Association Scorpion-Centaure

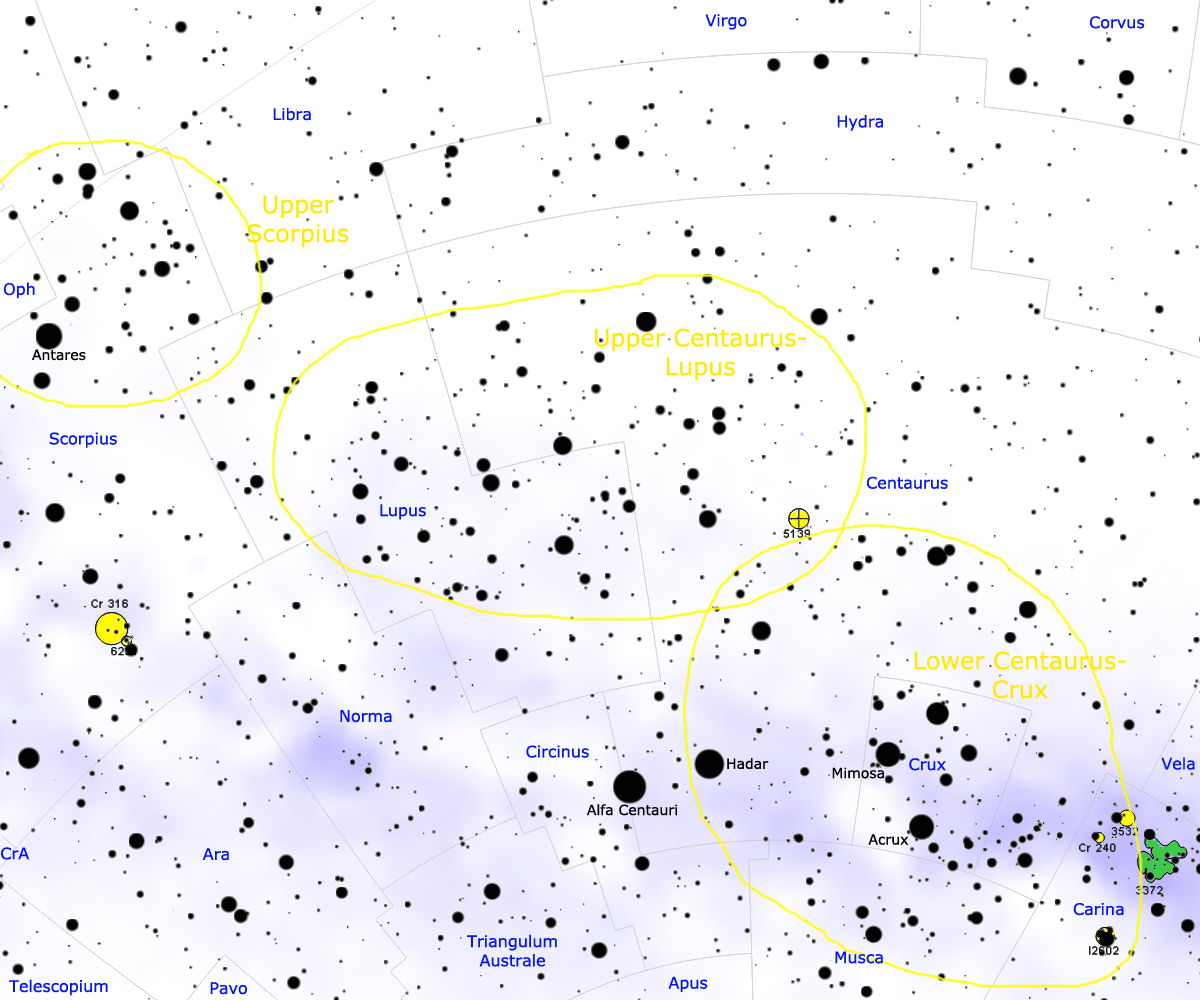
Carte de l'association Scorpion-Centaure, indiquant les sous-groupes US, UCL est LCC.

L’association Scorpion-Centaure, parfois désignée par Sco-Cen ou Sco OB2, est l'association OB la plus proche du Soleil. On y distingue traditionnellement trois sous-groupes :
- Haut-Scorpion (Upper Scorpius en anglais, abrégé US) ou l'association d'Antarès, noté Sco OB2_2 et situé à une distance moyenne de 145 ± 2 pc (473 ± 6,5 années-lumière) ;
- Haut-Centaure Loup (Upper Centaurus–Lupus en anglais, abrégé UCL), noté Sco OB2_3, à 140 ± 2 pc (457 ± 6,5 années-lumière) ;
- Bas-Centaure Croix du Sud (Lower Centaurus–Crux en anglais, abrégé LCC), noté Sco OB2_4, à 118 ± 2 pc (385 ± 6,5 années-lumière)[1].

L'âge de ces sous-groupes varie de 5 millions d'années pour US à environ 15 millions d'années pour UCL et LCC. De nombreuses étoiles brillantes des constellations du Scorpion, du Loup, du Centaure et de la Croix du Sud appartiennent à cette association, y compris Antarès (l'étoile la plus massive d’US) et la plupart des étoiles de la Croix du Sud.
Des centaines d'étoiles ont été identifiées comme faisant partie de l'association Scorpion-Centaure, avec des masses atteignant près de 15 M☉ pour Antarès pour descendre jusqu'à la limite de fusion de l'hydrogène définissant les naines brunes — environ 75 à 80 MJ, soit ~ 0,075 M☉. La population totale de chacun de ces trois sous-groupes serait de l'ordre de mille à deux mille étoiles.
Les étoiles de cette association stellaire ont un mouvement propre cohérent d'environ 0,02 à 0,04 seconde d'arc par an avec des vecteurs vitesse quasiment parallèles à environ 20 km/s par rapport au Soleil. La dispersion des vitesses au sein de chaque sous-groupe n'est que de 1 à 2 km/s, ces groupes n'étant vraisemblablement pas liés d'un point de vue gravitationnel.
Plusieurs supernovae ont explosé dans l'association Scorpion-Centaure au cours des 15 millions d'années passées, laissant derrière elles un réseau de superbulles de gaz interstellaire chaud en expansion. L'explosion à proximité du Soleil, il y a environ 3 millions d'années, d'une supernova appartenant peut-être à cette association pourrait être à l'origine de la présence sur Terre, dans le ferromanganèse abyssal, de 60Fe, un radioisotope du fer issu de la nucléosynthèse stellaire.